# Lijst van Nederlandse kunstcollecties

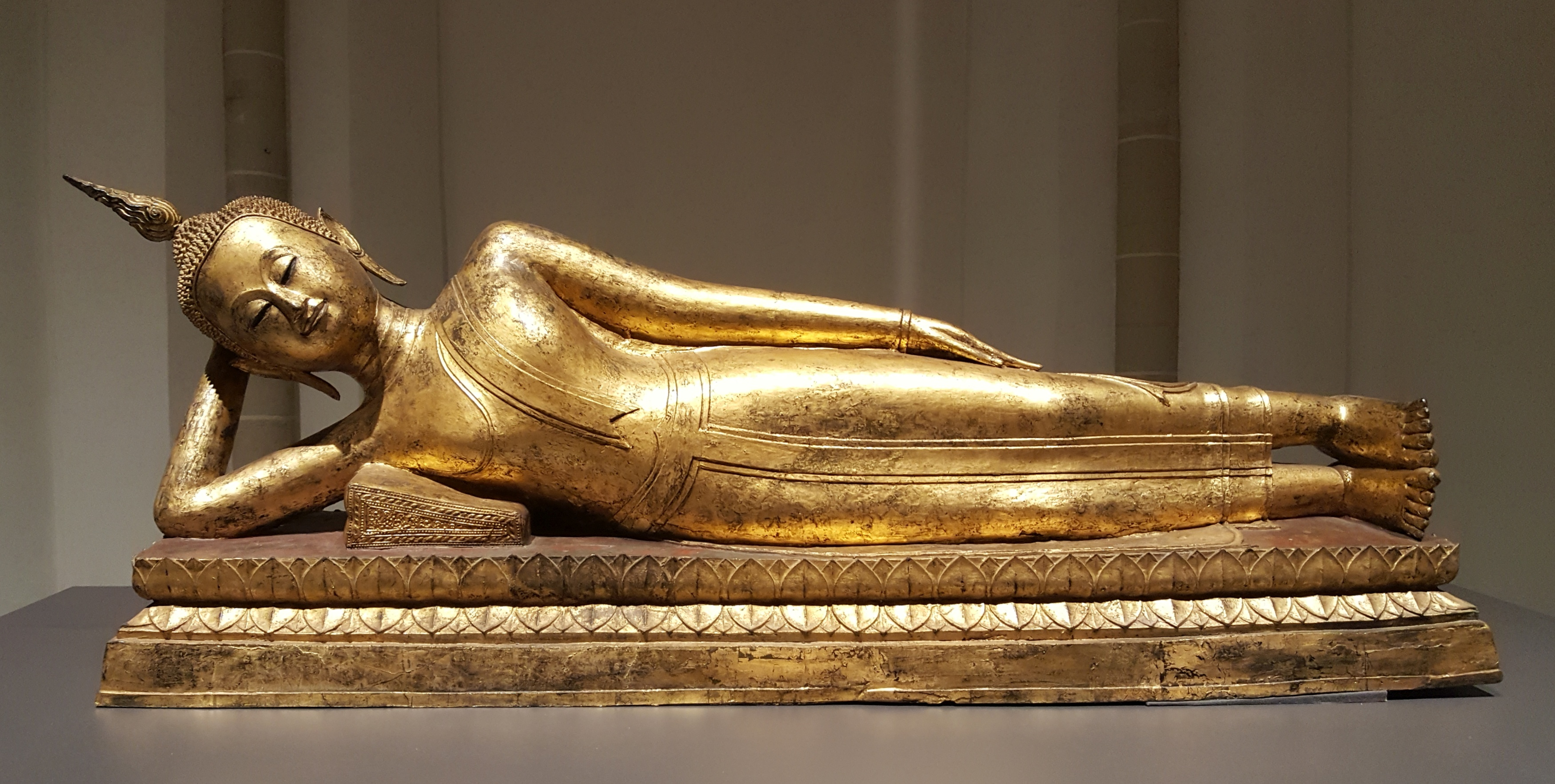
Liggende Boeddha, kunstcollectie Ger Eenens

Dit is een (incomplete) lijst van  Nederlandse kunstcollecties op alfabetische volgorde van de eerste verzamelaar(s).

## A
- Kunstcollectie Henri van Abbe en Aldegonda Maria van Abbe-von Reeken; Van Abbe Collectie, Van Abbemuseum
- Kunstcollectie Aegon, Aegon Kunstbeleid; Aegon Art Collection
- Kunstcollectie Achmea, Afdeling Kunstzaken
- Kunstcollectie ABN AMRO; Stichting ABN AMRO Kunstverzameling
- Kunstcollectie AkzoNobel; AkzoNobel Art Foundation, AkzoNobel Essential Art Space,[1] AkzoNobel Center
- Kunstcollectie Allianz; Allianz Nederland Kunstcollectie
- Kunstcollectie Wouter Altena en Han Altena-Boswinkel[2], Stichting Altena Boswinkel Collectie, Stedelijk Museum Schiedam
- Kunstcollectie Altrecht; Altrecht Kunstcollectie
- Kunstcollectie Aon Nederland
- Kunstcollectie Amsterdam Universitair Medische Centra (Amsterdam UMC), Universiteit van Amsterdam (UvA) & Academisch Medisch Centrum (AMC) & VU medisch centrum  & Vrije Universiteit Amsterdam (VU), Afdeling Kunstzaken; Amsterdam UMC Kunstcollectie
- Kunstcollectie ASR Nederland, Stichting Kunst & Historisch Bezit ASR Nederland

## B
- Kunstcollectie Daniël George van Beuningen; Kunstverzameling Daniël George van Beuningen, Museum Boijmans Van Beuningen
- Kunstcollectie BNG Bank
- Kunstcollectie Kito de Boer en Jane de Boer; Moderne Indiase Kunstcollectie Kito en Jane de Boer[3]
- Kunstcollectie Piet de Boer en Nelly de Boer-Pressburger; Collectie P. en N. de Boer
- Kunstcollectie Andries Bonger en Françoise Bonger-van der Borch van Verwolde
- Kunstcollectie Taeke Jitze Botke en Blijke Botke de Groot
- Kunstcollectie N.V. Bouwfonds Nederlandse Gemeenten; BPD Kunstcollectie, Rabovastgoedgroep, Rabogroep
- Kunstcollectie Paleis Huis ten Bosch
- Kunstcollectie Josephus Augustinus Brentano
- Kunstcollectie British American Tobacco (Peter Stuyvesant); BATartventure Collection
- Kunstcollectie Jan Buijs (architect)

## C
- Kunstcollectie Joop van Caldenborgh; Chemieconcern Caldic Collectie, Beeldentuin Landgoed Clingenbosch en Museum Voorlinden
- Kunstcollectie Challenges; Stichting Challenges
- Kunstcollectie Adriaen Coorte; Lijst van schilderijen van Adriaen Coorte
- Kunstcollectie Willem Cordia en Marijke van der Laan; Triton Foundation Triton Collectie

## D
- Kunstcollectie baron Willem van Dedem en barones Ronny Van Dedem-Reijnders ; Collectie Willem baron van Dedem[4]
- Kunstcollectie De Nederlandsche Bank (DNB); Kunstcommissie De Nederlandsche Bank, vanaf 2023 in de Kunstruimte van De Nederlandsche Bank
- Kunstcollectie Dutch State Mines (DSM)
- Kunstcollectie Stichting Dutch Art Works
- Kunstcollectie Theo van Doesburg en Nelly van Doesburg-van Moorsel; Schenking Van Moorsel

## E
- Kunstcollectie Ger Eenens; Ger Eenens Collection[5]
- Kunstcollectie ENECO
- Kunstcollectie Erasmus Universiteit Rotterdam;[6] Campus Woudestein en Erasmus University College
- Kunstcollectie Essent-Enexis
- Kunstcollectie Jo Eyck en Marlies Eyck[7] Elisabeth Strouven Fonds[8] in Hedge House (Kasteel Wijlre) Estate

## G
- Kunstcollectie N.V. Nederlandse Gasunie; Kunstcollectie N.V. Nederlandse Gasunie
- Kunstcollectie Gemeente Wassenaar
- Kunstcollectie Gemeente Zwolle[9]
- Kunstcollectie Jacques Goudstikker; Kunstverzameling Jacques Goudstikker
- Kunstcollectie Groninger Museum, Virtual Reality Museum Collectie

## H
- Kunstcollectie Dirk Hannema, Museum De Fundatie
- Kunstcollectie  Albert Heijn, Albert Heijn Kunst Stichting
- Kunstcollectie  Henk Helmantel en Babs Helmantel; Helmantel Museum
- Kunstcollectie Rudolf Lucas Johannes (Dolf) Henkes; Fonds-en Stichting Dolf Henkes[10]
- Kunstcollectie Bartholomeus van der Helst; Lijst van schilderijen van Bartholomeus van der Helst
- Kunstcollectie Herman Brood, Herman Brood Museum & Experience
- Kunstcollectie Houthoff Buruma

## I
- Kunstcollectie  Ignatius Ziekenhuis Breda en Pasteur Ziekenhuis  Oosterhout, Werkgroep Kunst, Amphia Ziekenhuis, Amphia Kunstcommissie
- Kunstcollectie ING Groep N.V.
- Kunstcollectie InsingerGilissen
- Kunstcollectie Isala ziekenhuis[11]

## K
- Kunstcollectie KPMG
- Kunstcollectie Tijmen Knecht[12] en Helen Knecht-Drenth[13]
- Kunstcollectie Piet Klijnveld en Cristina Johanna Klijnveld-Royaard KPMG; Stichting Kunstcollectie KPMG[14]
- Kunstcollectie Franz Koenigs en Anna Koenigs-von Kalckreuth; Koenigscollectie
- Kunstcollectie KPN
- Kunstcollectie Koninklijke Collectie (Nederland)
- Kunstcollectie Koptische weefsels; Allard Pierson Museum
- Kunstcollectie George Kremer en Ilone Kremer; Collectie Kremer, Virtual Reality Museum Collectie
- Kunstcollectie Bert Kreuk[15]
- Kunstcollectie Anton Kröller en Helene Kröller-Müller; Kröller-Müller Museum

## L
- Kunstcollectie Lakeside Capital Partners
- Kunstcollectie F. van Lanschot Bankiers
- Kunstcollectie Otto Lanz; Collectie Lanz
- Kunstcollectie Antoni van Leeuwenhoek Ziekenhuis
- Kunstcollectie Joghem van Loghem; Stichting Sanquin
- Kunstcollectie  Frits Lugt; Fondation Custodia
- Kunstcollectie Leids Universitair Medisch Centrum (LUMC)

## M
- Kunstcollectie Maasstad Ziekenhuis
- Kunstcollectie Servaas van Maastricht
- Kunstcollectie Friedrich Wilhelm Mengelberg; Collectie F.W. Mengelberg
- Kunstcollectie Ministerie van Buitenlandse Zaken
- Kunstcollectie Jaap Mulders; Collectie Jaap Mulders

## N
- Kunstcollectie NN Group, Nationale-Nederlanden en NN Investment Partners;
- Kunstcollectie  Han Nefkens; H+F Collection

## O
- Kunstcollectie Océ
- Kunstcollectie Frederik Hendrik van Oranje en Amalia van Solms
- Kunstcollectie Koning Willem van Oranje-Nassau Willem II der Nederlanden
- Kunstcollectie Petronella Oortmans en Abraham du Pré
- Kunstcollectie  Nanne Ottema[16] en Grietje Ottema-Kingsma, Ottema-Kingsma Stichting (OKS)[17]
- Kunstcollectie Willem den Ouden en Ferry den Ouden-Alink, Willem den Oudenstichting

## P
- Kunstcollectie Frederik Hendrik Piket, Stichting mr F.H. Piket;  Frederik Hendrik Piket Kunstcollectie
- Kunstcollectie Provincie Friesland[18]
- Kunstcollectie Provincie Gelderland; Collectie Gelderland[19]
- Kunstcollectie Provincie Limburg
- Kunstcollectie Wim Pijbes, Stichting Droom en Daad

## R
- Kunstcollectie Rabobank; Rabo Kunstcollectie,[20] Rabovastgoedgroep, Rabogroep
- Kunstcollectie Radboudumc
- Kunstcollectie Jef Rademakers; Rademakers Collectie
- Kunstcollectie Randstad
- Kunstcollectie Louis Raemaekers Stichting
- Kunstcollectie Reaal, Stichting Beheer SNS REAAL;
- Kunstcollectie Jo van Regteren Altena en Marie van Regteren Altena
- Kunstcollectie Louis Reijtenbagh; Kunstverzameling Reijtenbagh
- Kunstcollectie Rijksvastgoedbedrijf
- Kunstcollectie Rijnstate Ziekenhuis; Rijnstate Kunstcollectie,[21] Arnhem
- Kunstcollectie Jean Theodore Royer; Koninklijk Kabinet van Zeldzaamheden
- Kunstcollectie Pieter van Ruijven en Maria van Ruijven-de Knuijt

## S
- Kunstcollectie Martijn en Jeannette Sanders[22]
- Kunstcollectie Sanquin, Joghem van Loghem, Stichting Sanquin, Galerie Joghem
- Kunstcollectie Sjoerd Schamhart
- Kunstcollectie Dirk Scheringa[23] en Baukje Scheringa-De Vries; Scheringa Museum voor Realisme
- Kunstcollectie Schiphol; Kunstcollectie Schiphol
- Collectie William Singer en Anna Singer-Spencer Brugh, Singer Memorial Foundation; Singer Collectie, Villa de Wilde Zwanen Singer Laren
- Kunstcollectie Leendert Spaander en Aaltje Spaander-Kout, hotel Spaander
- Kunstcollectie Staat der Nederlanden; Nederlands Kunstbezit-collectie (NK-collectie), Rijkscollectie

## T
- Kunstcollectie Arnoldus Andries des Tombe
- Kunstcollectie Marie Tak van Poortvliet, Marie Tak van Poortvliet Museum
- Kunstcollectie Twynstra Gudde

## U
- Kunstcollectie Universitair Medisch Centrum Utrecht
- Kunstcollectie Universitair Medisch Centrum Groningen
- Kunstcollectie Paulus Anton van den Velden
- Kunstcollectie Willemien Uyterlinde en Pieter Zuidema; Marc Chagall Wuyt Collection[24]

## V
- Kunstcollectie Geert Verbeke; Verbeke Foundation
- Kunstcollectie Willem van der Vorm; Stichting Willem van der Vorm

## Z
- Kunstcollectie Zuyderland Medisch Centrum